# 휴니드테크놀러지스
주식회사 휴니드테크놀러지스(Huneed Technologies)는 대한민국의 항공전자 시스템과 군 전술통신 기업이다.